# Булбулзарсай
Булбулзарса́й  или Бульбульзарса́й  (узб. Bulbulzorsoy — «Соловьиный сай») — небольшая горная река (сай) в Ургутском районе Самаркандской области, правый приток реки Аманкутансай.
В пещерах на берегу Булбулзарсая найдены стоянки первобытных людей Аманкутан (мустьерская эпоха) и Такаликсай (позднемустьерская эпоха)

## Географическое описание
Длина Булбулзарсая составляет 7 км, расход воды — 50—70 л/сек. Питание реки, в основном, родниковое, отчастие дождевое и снеговое.
Булбулзарсай течёт по северному склону Зеравшанского хребта. Исток сая расположен на высоте 1300 метров, к востоку от перевала Тахтакарача, по которому проходит Большой Узбекский тракт. В верховьях реки выражен типичный карстовый рельеф.

## Долина Булбулзарсая
В бассейне Булбулзарсая имеются древесные массивы акации и сосны, миндалевые, абрикосовые и ореховые сады. Зафиксировано произрастание аронника Королькова, который в Узбекистане традиционно применяют в качестве лекарственного растения. В долине реки встречается много соловьёв, диких голубей и кекликов.